# Горбівці (Чернівецький район)
Горбівці́ — село в Україні, у Тереблеченській сільській громаді Чернівецького району Чернівецької області.

## Розташування
Село розташоване на правому березі річки Пруту, за 46 км від обласного центру, та 22 км від районного, 10 км від села проходить залізнична станція Вадул-Серет. 

## Рядки з історії
Вперше в історичних документах село згадується в 1629 році. 
В урочищі Фортеця виявлені пізньопалеолітична стоянка (понад 15 тис. років тому), залишки слов'янського городища та трьох поселень (ІХ-Х століття н. е.).
За переписом 1900 року в селі Горбівці Серетського повіту був 161 будинок, проживали 733 мешканці: 714 українців, 4 румуни, 9 німців, 6 поляків).

## Постаті
Мешканець Горбівців М. К. Банчу у роки другої світової війни був бійцем інтернаціонального партизанського загону І. В. Пархоменка, який діяв у горах Югославії.
В Горбівецькій середній школі навчався доктор біологічних наук Чорней Ілля Ілліч.

### Уродженці
- Василаш Ілля Євгенович (псевдо «Дід») (нар. 22 липня 1959 — пом. 27 липня 2014; Лутугине, Луганська область) — вояк батальйону територіальної оборони «Айдар» Збройних сил України, розвідник, капітан запасу, ветеран-«афганець». Активний учасник Майдану. Кавалер ордена «За мужність» ІІІ ступеня.
- Булига Микола Маринович — (*13.04.1960 — 29.07.1980).

Народився 13 квітня 1960 року. За національністю румун. До служби в армії закінчив у Чернівцях ПТУ № 5 та індустріальний технікум. Працював токарем на чернівецькому заводі «Кварц». Як солдат строкової служби був направлений в Афганістан у грудні 1979 року. Служив у військовій частині, яка дислокувалась у м. Кундуз. Неодноразово брав участь у бойових операціях. Сержант Микола Булига, командир БМП, загинув 29 липня 1980 року від кулі ворожого снайпера в районі перевалу Айсар. За мужність і відвагу нагороджений орденом Червоної Зірки (посмертно). Похований в с. Горбівці Глибоцького району. Про воїна-афганця йдеться у книзі В'ячеслава Шинкаря «І чорніли тюльпани…» (Чернівці: Місто, 2004. — С. 27).

## Світлини

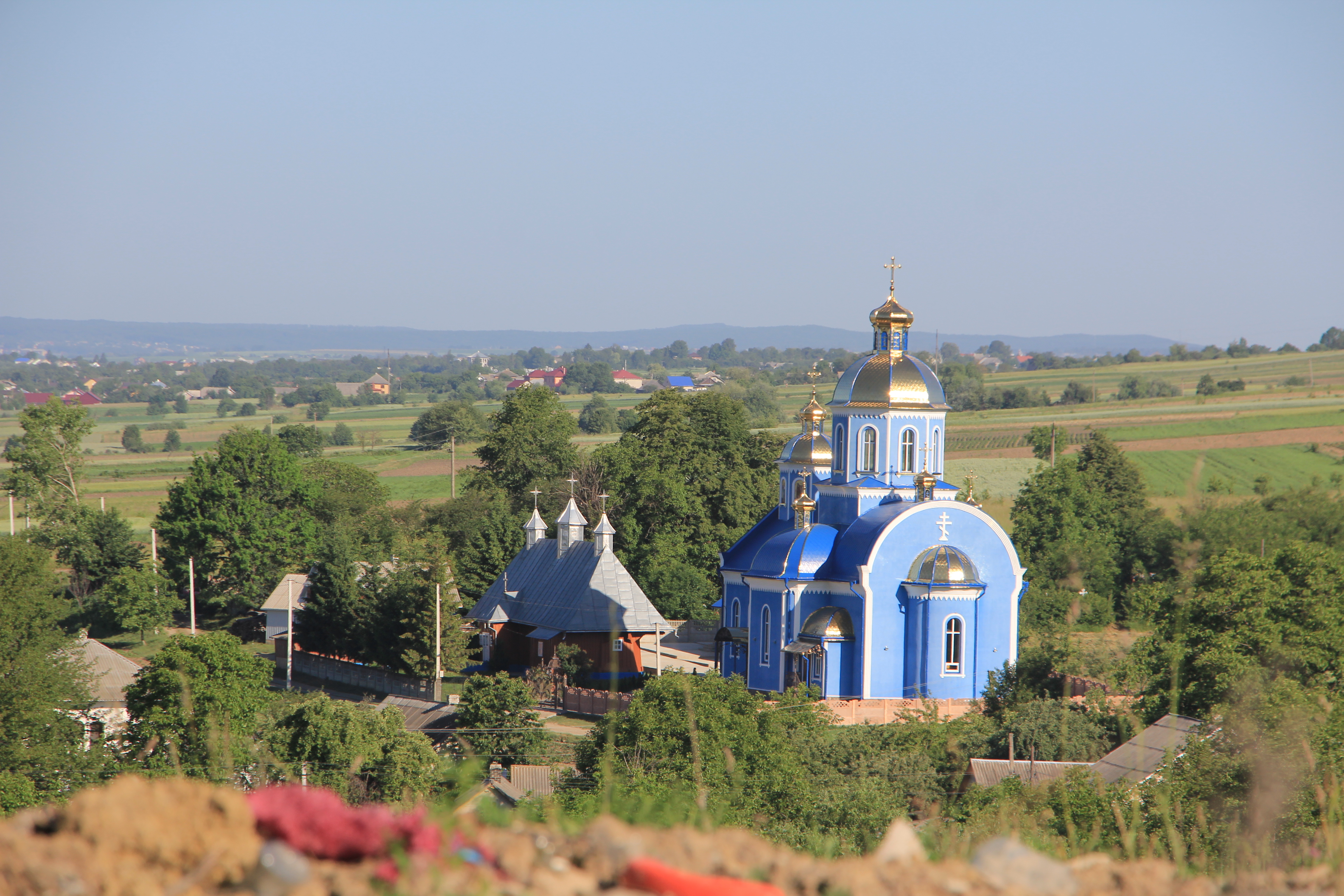
Дерев'яна церква Св. Параскеви поруч нового храму с. Горбівці
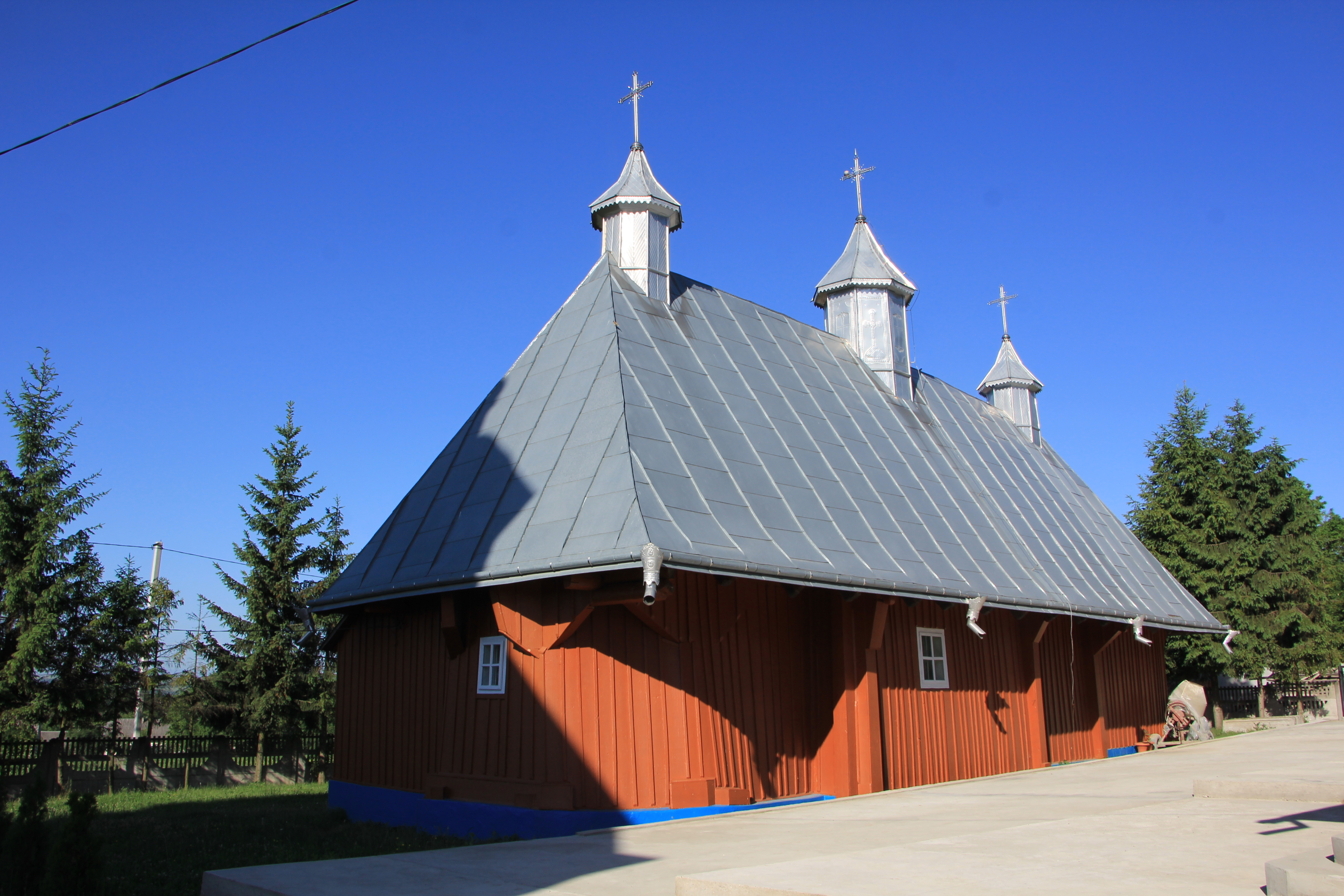
Дерев'яна церква Св. Параскеви с. Горбівці